# Вахиль
Вахиль (Левый Вахиль) — река на полуострове Камчатка в России. Протекает по территории Елизовского района Камчатского края.
Длина реки — 72 км, площадь водосборного бассейна — 1040 км². Река берёт начало в юго-восточных отрогах действующего вулкана Жупановский (2927 м), образуется из слияния трёх рек: Правого, Среднего и Левого Вахиля, и впадает в Тихий океан между мысом Налычево и полуостровом Шипунский. В эстуарии реки, отделенной от моря песчаной косой, находятся несколько островов. Во время отлива в низовье реки обнажаются грязевые и песчаные отмели. Впадает в Авачинский залив Тихого океана.
Названа по имени местного тойона во время посещения реки Второй Камчатской экспедиции.

## Данные водного реестра
По данным государственного водного реестра России относится к Анадыро-Колымскому бассейновому округу. Код объекта в государственном водном реестре — 19070000212120000021998.